# 查尔斯·史密斯 (1967年)
查尔斯·爱德华·史密斯（英語：Charles Edward Smith，1967年11月29日—），生于华盛顿哥伦比亚特区，美国男子篮球运动员。他曾代表美国获得1988年夏季奥运会篮球比赛男子铜牌。